# Sirákov

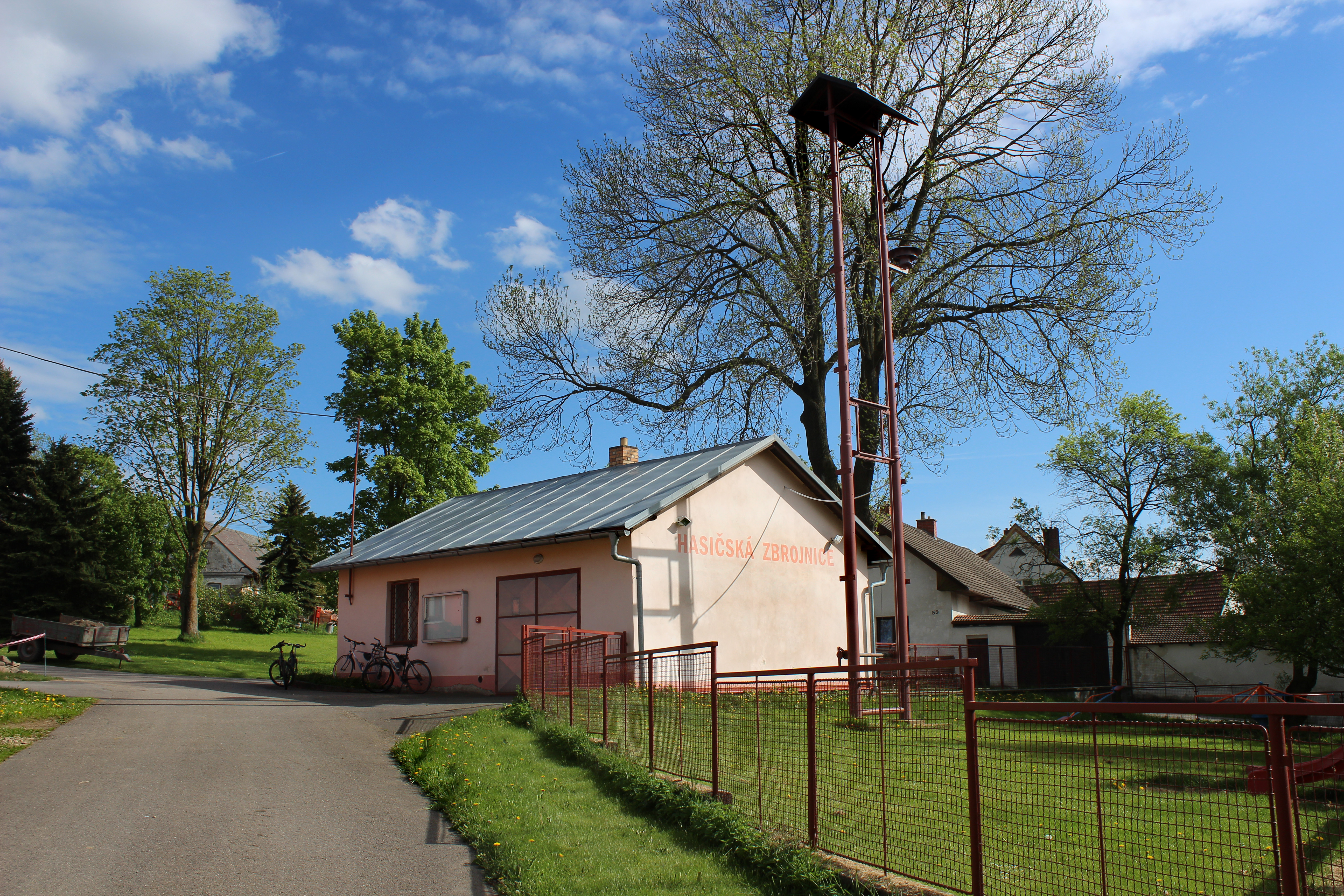
Sirákov, Feuerwehr

Sirákov (deutsch Sirakow, auch Sirakau) ist eine Gemeinde in Tschechien. Sie liegt acht Kilometer nordöstlich von Polná und gehört zum Okres Žďár nad Sázavou.

## Geographie
Sirákov befindet sich am nördlichen Fuß des Hügels Blažkov (693 m) in den Arnolecké hory. Der böhmische Ort liegt anderthalb Kilometer westlich der historischen Grenze zu Mähren und der europäischen Hauptwasserscheide zwischen Elbe und Donau. Westlich erhebt sich der Na Hranicích (632 m).
Nachbarorte sind Nížkov im Norden, Rosička und Matějov im Nordosten, Újezd im Osten, Bohdalov im Südosten, Rudolec und Samotín im Süden, Milov, Janovice und Skrýšov im Südwesten, Poděšín im Westen sowie Špinov im Nordwesten.

## Geschichte
Sirákov entstand im 13. Jahrhundert im Zuge der Kolonisation der Urwälder im böhmischen Grenzgebiet zu Mähren. Erstmals schriftlich erwähnt wurde das zur Herrschaft Polna gehörige Dorf 1318 in einem Gerichtsprotokoll einer Schadenersatzklage des Polnaer Burgherren Vikard von Polna gegen die Vladiken Billung von Schumberg und Bohuňěk von Popovic wegen Räuberei und des Überfalls auf Sirákov, Poděšín und Nížkov.
1725 ließ die mährische Herrschaft Deutsch Rudoletz nordöstlich des Blažkov an der Landesgrenze am Wegekreuz von Sirákov nach Újezd und von Rudoletz nach Matějov ein Gasthaus errichten, das bald als Räubernest berüchtigt wurde. Zum Ende des 19. Jahrhunderts wurde es abgerissen.
Nach der Aufhebung der Patrimonialherrschaften bildete Sirákov ab 1850 eine Gemeinde im politischen Bezirk Polna und ab 1878 im Bezirk Deutschbrod. Seit 1949 gehört die Gemeinde zum Okres Žďár nad Sázavou. Sirákov besteht heute aus 65 dauerhaft zu Wohnzwecken dienenden Häusern. Außerdem gibt es im Dorf neun Ferienhäuser.

## Gemeindegliederung
Für die Gemeinde Sirákov sind keine Ortsteile ausgewiesen.

## Sehenswürdigkeiten
- Kirche der Jungfrau Maria
- historischer Grenzmeilenstein, an der Straße nach Újezd am Rand des Blažkov-Waldes

## Söhne und Töchter der Gemeinde
- František Augustin (1846–1908), Meteorologe, erster Inhaber des Lehrstuhls für Meteorologie an der Prager Karlsuniversität